# Wölbattendorf

Blick auf den Wölbattendorfer Ortskern

Wölbattendorf ist ein Gemeindeteil der kreisfreien Stadt Hof in Oberfranken. Die Gemarkung Wölbattendorf hat eine Fläche von 14,474 km². Sie ist in 1991 Flurstücke aufgeteilt, die eine durchschnittliche Fläche von 7269,80 m² haben. In ihr liegen neben dem namensgebenden Ort die Gattendorfer Gemeindeteile Epplas, Epplasmühle, Geigen, Haag, Hohensaas, Osseck, Quetschen und Rosenbühl. Im alten Ortskern gibt es zwei Gasthäuser. Einige Anwesen und Gehöfte mit Schiefer bedeckt. Die Linie 12 fährt von Wölbattendorf über das Stadtzentrum zum Schlossweg.

## Geografie
Der ursprüngliche Siedlungskern des Dorfes liegt westlich des Mohlabachs, östlich liegt eine jüngere Wohnsiedlung. Im Süden wird der Ort von der Bundesstraße 15 tangiert, die zur Anschlussstelle 34 der Bundesautobahn 9 (3,5 km südwestlich) bzw. nach Hof verläuft (4 km östlich). Gemeindeverbindungsstraße gelangt man 0,5 km südlich bzw. 2 km südöstlich zu Anschlussstellen der B 15. Eine weitere Gemeindeverbindungsstraße führt nach Köditz (2,7 km nördlich).

## Geschichte
Wölbattendorf wurde wahrscheinlich schon im 12. Jahrhundert an der Altstraße Konradsreuth–Töpen als ein Burgut mit Wall und Graben angelegt. Dem Ortsnamen entsprechend waren die Gründer des Ortes die Walpoten. Gegen Ende des 18. Jahrhunderts bestand Wölbattendorf aus 28 Anwesen. Die Hochgerichtsbarkeit sowie die Dorf- und Gemeindeherrschaft hatte das bayreuthische Stadtvogteiamt Hof. Grundherren waren das Hospitalamt Hof (5 Anwesen), das Kastenamt Hof (4 Anwesen), das Klosteramt Hof (5 Anwesen), das Gotteshaus Hof (1 Anwesen), den Herren von Reitzenstein (3 Anwesen) und die Herren von Plotho (10 Anwesen).
Von 1797 bis 1810 unterstand Wölbattendorf dem Justiz- und Kammeramt Hof. Nachdem im Jahr 1810 das Königreich Bayern das Fürstentum Bayreuth käuflich erworben hatte, wurde der Ort bayerisch. Infolge des Ersten Gemeindeedikts wurde Wölbattendorf dem 1812 gebildeten Steuerdistrikt Köditz zugewiesen. Zugleich entstand die Ruralgemeinde Wölbattendorf mit den Orten Epplas, Epplasmühle, Geigen, Haag, Osseck, Quetschen und Rosenbühl. Sie war in Verwaltung und Gerichtsbarkeit dem Landgericht Hof zugeordnet und in der Finanzverwaltung dem Rentamt Hof (1919 in Finanzamt Hof umbenannt). Ab 1862 gehörte Wölbattendorf zum Bezirksamt Hof (1939 in Landkreis Hof umbenannt). Die Gerichtsbarkeit blieb beim Landgericht Hof (1879 in Amtsgericht Hof umgewandelt). 1870 wurde der Gemeindename in die heutige Form geändert. 1964 hatte die Gemeinde eine Gebietsfläche von 14,485 km². Am 1. Juli 1972 wurde im Zuge der Gebietsreform in Bayern von der Gemeinde Wölbattendorf die Orte Geigen, Haag, Hohensaas, Osseck, Quetschen und Rosenbühl nach Hof eingemeindet. Am 1. Mai 1978 wurde Wölbattendorf mit den verbliebenen Gemeindeteilen ebenfalls nach Hof eingemeindet.
Seit dem Herbst 2016 hat Wölbattendorf durch Hilmar Bogler einen Ortssprecher, der den Stadtteil im Stadtrat vertritt.
2020 wurde der Gemeindeteil mehrmals von Schlammfluten überflutet. Seit 2020 verfügt Wölbattendorf über einen Solarpark auf einer Fläche von 13 Hektar.

### Baudenkmäler
- Steinkreuz[18]

### Einwohnerentwicklung
Gemeinde Wölbattendorf
| Jahr      | 1819  | 1840   | 1852   | 1855   | 1861   | 1867   | 1871   | 1875   | 1880   | 1885   | 1890   | 1895   | 1900   | 1905   | 1910   | 1919   | 1925   | 1933   | 1939   | 1946   | 1950   | 1952   | 1961  | 1970   |
| Einwohner | 385   | 497    | 549    | 527    | 536    | 563    | 553    | 553    | 624    | 583    | 634    | 594    | 632    | 667    | 654    | 680    | 656    | 662    | 669    | 779    | 784    | 766    | 652   | 586    |
| Häuser    |       |        |        |        |        |        | 78     |        |        | 81     | 80     |        | 81     |        |        |        | 86     |        |        |        | 107    |        | 111   |        |
| Quelle    | [ 7 ] | [ 20 ] | [ 20 ] | [ 20 ] | [ 21 ] | [ 22 ] | [ 23 ] | [ 24 ] | [ 25 ] | [ 26 ] | [ 27 ] | [ 20 ] | [ 28 ] | [ 20 ] | [ 29 ] | [ 20 ] | [ 30 ] | [ 20 ] | [ 20 ] | [ 20 ] | [ 31 ] | [ 20 ] | [ 9 ] | [ 32 ] |

Ort Wölbattendorf
| Jahr      | 1799  | 1819  | 1861   | 1871   | 1885   | 1900   | 1925   | 1950   | 1961  | 1970   | 1987   | 2007 |
| Einwohner | 180   | 206   | 313    | 308    | 324    | 369    | 346    | 424    | 331   | 263    | 359    | 776  |
| Häuser    | 28    |       |        |        | 45     | 46     | 47     | 57     | 56    |        | 90     |      |
| Quelle    | [ 6 ] | [ 7 ] | [ 21 ] | [ 23 ] | [ 26 ] | [ 28 ] | [ 30 ] | [ 31 ] | [ 9 ] | [ 32 ] | [ 33 ] |      |

## Religion
Wölbattendorf ist seit der Reformation evangelisch-lutherisch geprägt und bis heute nach St. Michaelis (Hof) gepfarrt.

## Öffentliche Einrichtungen
In Wölbattendorf sind mehrere Vereine ansässig, wie der Obst- und Gartenbauverein, der Fußballverein VfB Wölbattendorf, sowie die Feuerwehr der Stadt Hof (Wache 9) Freiwillige Feuerwehr Wölbattendorf.